# Morning Eagle
Pour les articles homonymes, voir Eagle.
Le Morning Eagle est un bateau américain assurant des excursions touristiques sur le lac Josephine, un lac du parc national de Glacier relevant du comté de Glacier, au Montana. Il est inscrit au Registre national des lieux historiques depuis le 23 juillet 2018.